# Опекунский совет
Опекунский совет учреждений императрицы Марии — государственное учреждение Российской империи, ведавшее делами Воспитательного дома в Москве и Петербургского воспитательного дома, Санкт-Петербургского училища глухонемых, таких кредитных учреждений как Ссудная касса (выдача денежных ссуд под залог недвижимости), Сохранная и Вдовья казна (с 1772 года), осуществлявшее управление некоторыми женскими, ремесленными и художественными училищами. Был образован в 1873 г. в результате слияния Санкт-Петербургского и Московского опекунских советов и Главного совета женских учебных заведений. С 1772 по 1873 год существовало два независимых, но совершенно одинаковых по устройству и значению совета (в Москве и Санкт-Петербурге).

## История
Впервые идея и порядок образования Опекунского совета как органа управления благотворительным заведением были предложены И.И. Бецким в 1763 при учреждении Воспитательного дома в Москве. Московский Совет был учреждён в 1763 году в соответствии с «Генеральным планом Воспитательного дома».
6 сентября 1772 было учреждено отделение Воспитательного дома в С.-Петербурге, при котором было образовано и отделение (заседание) Опекунского совета.
С 1797 года совет перешёл под попечительство императрицы Марии Фёдоровны, которая была объявлена «главноначальницей над Воспитательными домами». С её приходом оба Опекунских совета были расформированы и созданы новые.
В состав каждого совета входили 6 опекунов (позднее 4, также назывались «советниками опекунства») а также «заопекуны» — лица, изъявившие желание занять должность опекуна, и, при открытии вакансии, поступающие на должность опекуна после баллотировки. Заопекуны имели равное с опекунами участие в заседаниях совета, на которые приглашались и старшие должностные лица по управлению (обер-директора), с правом голоса.
В совете состоял также главный попечитель, «знатная и в особой милости у Императорского Величества состоящая особа», который утверждал решения совета. Он первый «старался о пользе дома», и без него «никакое дело не решалось». В 1798 году звание опекунов было заменено на звание «почётных опекунов», которые выбирались по усмотрению императора и несли, кроме общей ответственности, ещё и ответственность «особую», каждый по одной из отраслей администрации.
Во время Отечественной войны 1812 года московский совет был эвакуирован в Казань, вернулся в Москву в 1813 году.
Императорским указом от 26 октября 1828 (спустя два дня после кончины императрицы Марии Федоровны) оба Опекунских совета были переданы в ведение новообразованного IV отделения Собственной Е. И. В. канцелярии (с 1854 оно именовалось Ведомством учреждений императрицы Марии (ВУИМ), с 12 августа 1880 — Собственной Е. И. В. канцелярией по учреждениям императрицы Марии).
В 1829 году издан устав опекунского совета и его экспедиций. В 1838 году утвержден устав для сохранной, вдовьей и ссудной казны. С 1855 года в опекунском совете присутствовал статс-секретарь по делам учреждений Императрицы Марии. В 1860 году после упразднения комитета главного попечительства Александровской мануфактуры, обязанности его возложены на санкт-петербургский опекунский совет.
В 1873 году петербургский и московский опекунские советы, главный совет женских учебных заведений и московское его отделение были соединены в один совет, под названием «Опекунский совет учреждений Императрицы Марии». Из членов его, в состав которых вошли и члены главного совета, переименованные в почётных опекунов, образовано два присутствия: одно в Санкт-Петербурге, другое в Москве. Особые канцелярии при них уничтожены; дела приготовлялись к слушанию в экспедициях собственной Его императорского величества канцелярии. Власть нового совета значительно расширилась: ему подчинялись все учреждения и заведения ведомства по делам законодательным, а по делам финансовым — только те, которые содержатся на средства ведомства. Должности почётного опекуна был присвоен III-й класс: наравне с должностью сенатора.
14 июня 1895 года для рассмотрения вопросов о начётах и взысках по контрольным ревизиям было учреждено особое присутствие, состоящее из председателя, четырёх членов (почётных опекунов), председателя сметной комиссии и товарища главноуправляющего.
В августе 1917 дела совета были переданы в Министерство государственного призрения, которое в свою очередь было ликвидировано после Октябрьской революции 1917 года.

### Подведомственные учреждения
В Москве:
- Воспитательный дом в Москве.

В Санкт-Петербурге:
- Петербургский воспитательный дом;
- Санкт-Петербургское училище глухонемых;
- Николаевский сиротский институт;
- Сиротский институт (Гатчина);
- Отделение малолетних Александринского сиротского дома (вскоре слилось с Николаевским сиротским институтом);
- Воспитательный дом с грудными отделениями, деревенским управлением и богадельней;
- Родильный госпиталь и Повивальное училище;
- Мариинская больница и Фельдшерская школа при ней;
- Женская больница в память великой княгини Александры Николаевны;
- Больница Всех скорбящих;
- Дом призрения бедных девиц благородного звания;
- Ссудная касса (выдача денежных ссуд под залог недвижимости);
- Сохранная и Вдовья казна (с 1772 года до 1860 года).

Всего по данным на 1909 год к ведомству относились 1192 благотворительных учреждения по всей стране.

## Здание в Москве
Специально для Опекунского совета было построено здание на улице Солянке (дом 14-а) в Москве в 1823—1826 годах.

## Здание в Санкт-Петербурге
Петербургский совет размещался вместе с Ведомством учреждений императрицы Марии и Комитетом главного попечительства детских приютов в здании по адресу Казанская улица, дом № 7.
Здание было построено в 1808—1810 по проекту Дж. Кваренги, в 1834—1839 годах перепланировано, к нему был добавлен ещё один корпус архитектором П. С. Плавовым. В 1850-х годах здание увеличено с новыми фасадами, стилизованными под позднее итальянское Возрождение (проект П. И. Таманского). Интерьеры в стиле классицизма относятся к 1830-м годам.